# George Downing

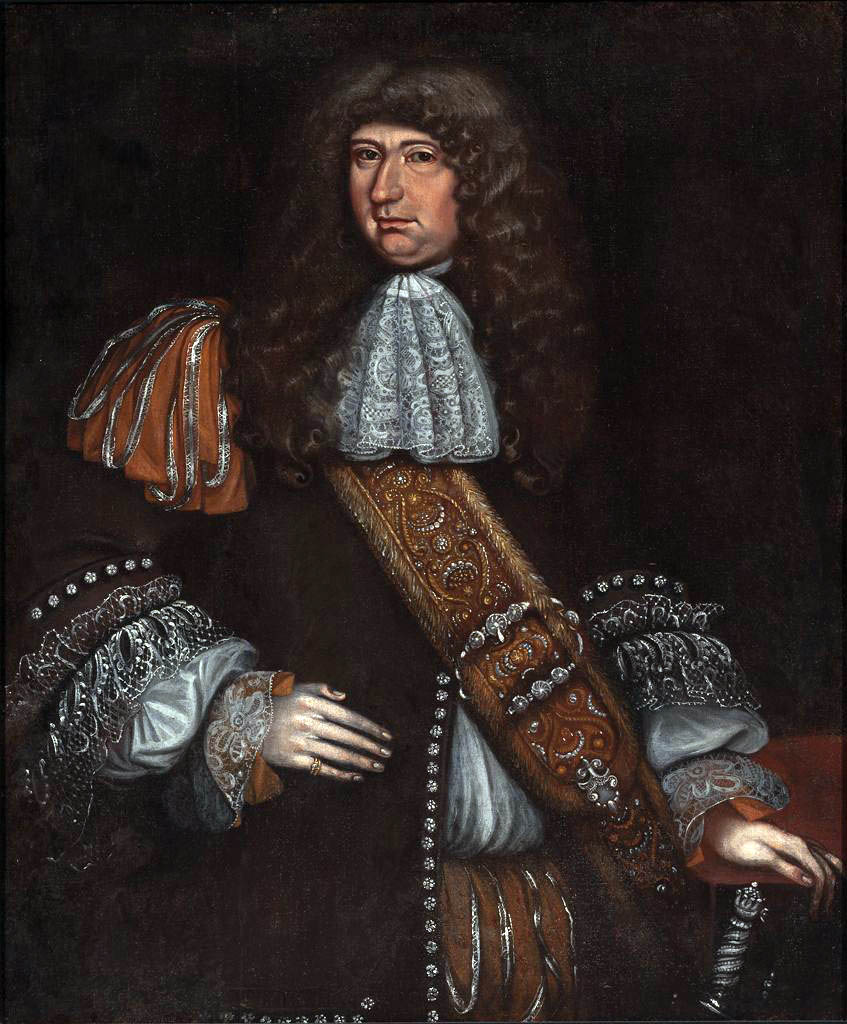
Sir George Downing, 1. Baronet

Sir George Downing, 1. Baronet (* August 1623 in Dublin, Irland; † Juli 1684 in Cambridgeshire, England) war ein englischer Soldat, Politiker und Diplomat.

## Leben
Er war der Sohn des Emanuel Downing (1585–1660), eines Barristers aus London. George Downing wurde in Dublin geboren und lebte später in Neuengland, wo er die Universität Harvard als deren zweiter Absolvent verließ. Nach seiner Rückkehr nach Europa im Jahr 1645 diente er zunächst in Oliver Cromwells Armee in Schottland und kämpfte in den Schlachten bei Dunbar (1650) und Worcester (1651). Durch die Protektion Cromwells und seines Schwagers Charles Howard, des späteren Earl of Carlisle, dessen Schwester Frances Howard er 1654 geheiratet hatte, erlangte er in der Folge rasch politischen Einfluss und gehörte als Parlamentsabgeordneter zu denjenigen, die Cromwell nahelegten, die Königswürde anzunehmen.
Von 1654 bis 1656 war er als Abgeordneter für Edinburgh Mitglied des schottischen Parlaments. Von 1656 bis 1660 als Abgeordneter für Carlisle und von 1660 bis 1684 für Morpeth war er Mitglied des englischen House of Commons. Während der Restauration der Stuart-Monarchie behielt er seine Funktion als Teller of the Receipt im Schatzamt (engl. Exchequer) die er seit 1656 innehatte, sowie seinen seit 1657 bekleideten Posten als Gesandter in den Niederlanden und bekam am 1. Juli 1663 in der Baronetage of England die erbliche Würde eines Baronet, of East Hatley in the County of Cambridge, verliehen. Als Finanz- und Handelsexperte schuf er durch Reformen im Bereich der öffentlichen Finanzen wichtige Voraussetzungen für die spätere Gründung der Bank von England in den 90er Jahren des 17. Jahrhunderts.
Er starb im Juli 1684 in Cambridgeshire. Er hinterließ drei Söhne und vier Töchter.
Die Downing Street, in der sich heute der Sitz des Premierministers des Vereinigten Königreichs sowie der des Schatzkanzlers (engl. Chancellor of the Exchequer) befindet, ist nach ihm benannt.
Samuel Pepys, der durch seine Aufzeichnungen zum Chronisten der Restaurationszeit wurde und von 1656 bis 1660 in Downings Diensten stand, erwähnt ihn an zahlreichen Stellen seines berühmten Tagebuchs.